# 浜松市立神久呂中学校
浜松市立神久呂中学校（はままつしりつ かくろちゅうがっこう）は、静岡県浜松市中央区大久保町6633にある市立中学校。通級指導教室が設置されている。

## 概要
- 神久呂小学校の卒業生が進学する。
- 2007（平成19）年度に、静岡県内で初めて中学校の通級指導教室が本校に設置された[2]。

## 通学区域
大久保町・神ケ谷町（佐鳴湖西岸土地区画整理事業区域を除く。）・神原町・西山町

## 指定通級区域
富塚中、高台中、北部中、蜆塚中、開成中、西部中、中部中、佐鳴台中、 曳馬中、北星中、可美中、新津中、湖東中、入野中、雄踏中、篠原中、 舞阪中、細江中、引佐南部中、三ヶ日中、庄内中、神久呂中

## 主な卒業生
- 星川あかり（女子プロ野球選手）